# Partido Comunista Marroquí
El Partido Comunista Marroquí (en árabe: الحزب الشيوعي المغربي; en francés: Parti Communiste Marocain) fue un partido político de Marruecos. El partido fue fundado en noviembre de 1943 tras la fusión de grupos comunistas aislados entre sí que habían existido en el país alauita desde 1920. El primer secretario general del PCM fue Léon Sultan. Tras la muerte de Sultan en 1945, Ali Yata se convirtió en el nuevo secretario general.

## Historia
El I Congreso del Partido Comunista Marroquí, celebrado en abril de 1946, aprobó una declaración de llamada al pueblo de Marruecos para unir fuerzas en la lucha por la independencia, las libertades democráticas y la mejora de la situación de los trabajadores. En el manifiesto titulado "Por la unificación y la independencia de Marruecos", publicado en agosto de 1946, el partido afirmaba la necesidad de crear un frente nacional unido. Los comunistas marroquíes participaron activamente en las luchas armadas contra las autoridades coloniales francesas en el período comprendido entre 1953 y 1956. Tras la proclamación del Reino de Marruecos como Estado independiente en 1956, el partido abogó por un fortalecimiento de la independencia nacional, la salida de las tropas extranjeras de Marruecos, la liberación del país de los monopolios extranjeros, la nacionalización de la banca y la minería, la reforma agraria y un aumento del nivel de vida de las masas. El PCM fue ilegalizado en varias ocasiones, y sus dirigentes sufrían el acoso de las autoridades. En julio de 1968 el PCM fundó el Partido de la Liberación y el Socialismo, que fue ilegalizado en 1969.
En 1974, el PCM se refundó en el Partido del Progreso y el Socialismo (PPS), el cual es a día de hoy uno de los principales partidos de izquierda en Marruecos y quedó en sexta posición en las elecciones parlamentarias marroquíes de 2007.

## Publicaciones
Hasta la ilegalización del partido en 1964, publicaba un periódico diario llamado Al-Mukafih, y un semanario titulado Hayat ech Chaab, entre 1945 y 1956.